# Święto Kwitnących Migdałowców

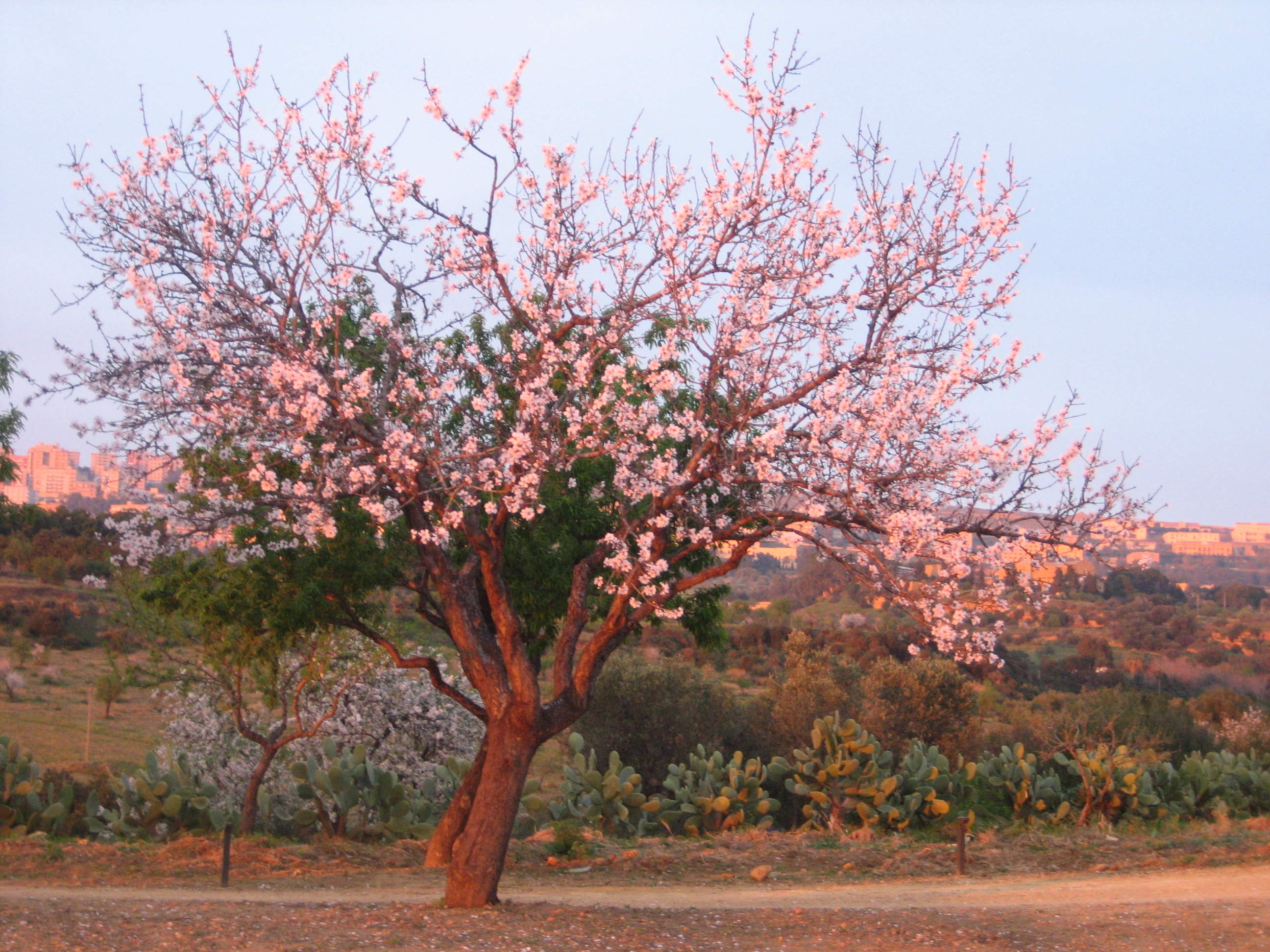
Kwitnący migdałowiec w Agrigento

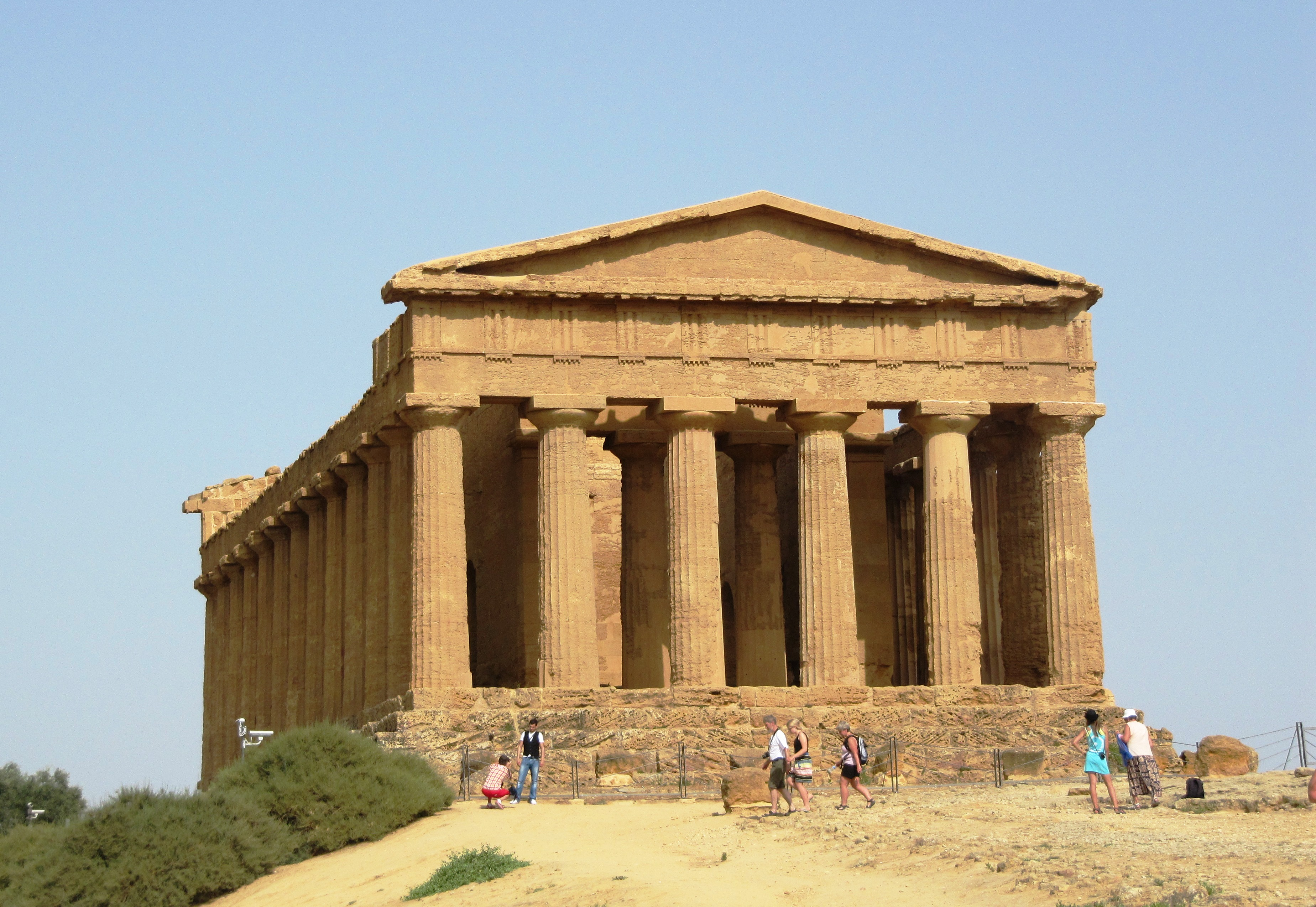
Świątynia Zgody (Tempio della Concordia) w Agrigento

Święto Kwitnących Migdałowców (wł. Sagra del mandrolo in fiore) – ludowe święto witające wiosnę zapoczątkowane w latach 30. XX wieku w Agrigento na Sycylii we Włoszech. Pierwsze obchody miały miejsce w 1934 z inicjatywy hrabiego Alfonso Gaetaniego. W 2019 odbyła się 74 jego edycja. Tradycyjnie święto obchodzone jest w porze kwitnienia migdałowca pospolitego, zwykle od pierwszej do drugiej niedzieli lutego, czasem w innym terminie, także w marcu.
Od lat 50. XX wieku obchody święta połączone są z międzynarodowym festiwalem folklorystycznym (w 2019 miała miejsce jego 64 edycja). Już w XXI wieku do obchodów włączono Międzynarodowy Festiwal Dzieci Świata (wł. Festival Internazionale I Bambini del Mondo) i włoską procesję historyczną (wł. Corteo Storico d’Italia). 
Zespoły pieśni i tańca z różnych krajów występują najpierw zwykle w namiocie widowiskowym, później w barwnych korowodach na ulicach i placach miasta. W czasie święta w mieście występują artyści uliczni, żonglerzy, lalkarze, uliczkami miasta jeżdżą dwukołowe, barwnie zdobione wózki sycylijskie. Nocami maszerują pochody z pochodniami i organizowane są pokazy fajerwerków. Odbywają się degustacje tradycyjnych potraw regionalnych, wybory najpiękniejszej dziewczyny (wł. miss primavera) i wybory najpiękniej ukwieconego balkonu przy Via Atenea – głównej ulicy Agrigento. Obchody pełne muzyki, śpiewu, radości i tańca kończą się przed Świątynią Zgody w Agrigento, gdzie uczestnicy składają sobie wzajemnie życzenia i odbywa się ostatni, kolorowy występ.